# فريدريك موريس واتسون هارفي
فريدريك موريس واتسون هارفي (بالإنجليزية: Frederick Maurice Watson Harvey) هو لاعب اتحاد الرغبي أيرلندي، ولد في 1 سبتمبر 1888 في Athboy ‏ في جمهورية أيرلندا، وتوفي في 24 أغسطس 1980 في Fort Macleod ‏ في كندا.

## وصلات خارجية
- فريدريك موريس واتسون هارفي عل موقع إسبنسكروم (الإنجليزية)